# Hymenophyllum elongatum
Hymenophyllum elongatum là một loài dương xỉ trong họ Hymenophyllaceae. Loài này được Jeff W.Grimes mô tả khoa học đầu tiên năm 1979.
Danh pháp khoa học của loài này chưa được làm sáng tỏ. 